# Abainville
Abainville es una comuna francesa situada en el departamento de Mosa, en la región de Gran Este. Tiene una población estimada, en 2019, de 290 habitantes.

## Demografía
| Gráfica de evolución demográfica de Abainville entre 2005 y 2020 |
|                                                                  |

Fuentes: INSEE.

## Políticos
Elecciones Presidential Segunda Vuelta:
| Elección | Elección | Candidato Ganador | Partido | %     |
| -------- | -------- | ----------------- | ------- | ----- |
|          | 2022     | Marine Le Pen     | RN      | 63,19 |
|          | 2017     | Marine Le Pen     | FN      | 57,06 |
|          | 2012     | Nicolas Sarkozy   | UMP     | 59,02 |
|          | 2007     | Nicolas Sarkozy   | UMP     | 65,87 |
|          | 2002     | Jacques Chirac    | RPR     | 76,72 |